# Расін (Огайо)
Расін (англ. Racine) — селище (англ. village) в США, в окрузі Меґс штату Огайо. Населення — 683 особи (2020).

## Географія
Расін розташований за координатами 38°58′8″ пн. ш. 81°54′44″ зх. д. / 38.96889° пн. ш. 81.91222° зх. д. (38.968828, -81.912331).  За даними Бюро перепису населення США в 2010 році селище мало площу 1,13 км², уся площа — суходіл.

## Демографія
Згідно з переписом 2010 року, у селищі мешкало 675 осіб у 288 домогосподарствах у складі 191 родини. Густота населення становила 596 осіб/км².  Було 333 помешкання (294/км²).
Расовий склад населення:
| - 98,1 % — білих - 0,3 % — чорних або афроамериканців |

До двох чи більше рас належало 1,5 %. Частка іспаномовних становила 0,3 % від усіх жителів.
За віковим діапазоном населення розподілялося таким чином: 21,6 % — особи молодші 18 років, 59,7 % — особи у віці 18—64 років, 18,7 % — особи у віці 65 років та старші. Медіана віку мешканця становила 40,1 року. На 100 осіб жіночої статі у селищі припадало 87,5 чоловіків;  на 100 жінок у віці від 18 років та старших — 81,2 чоловіків також старших 18 років.
Середній дохід на одне домашнє господарство  становив 47 465 доларів США (медіана — 39 583), а середній дохід на одну сім'ю — 51 881 долар (медіана — 52 500). Медіана доходів становила 32 014 долари для чоловіків та 23 750 доларів для жінок. За межею бідності перебувало 20,0 % осіб, у тому числі 16,5 % дітей у віці до 18 років та 24,8 % осіб у віці 65 років та старших.
Цивільне працевлаштоване населення становило 246 осіб. Основні галузі зайнятості: освіта, охорона здоров'я та соціальна допомога — 38,6 %, виробництво — 12,6 %, публічна адміністрація — 12,2 %.